# Les Gam's
Pour les articles homonymes, voir Gam.
Les Gam's est un groupe vocal féminin de rock français, populaire au début des années 1960, mais dont la carrière fut éphémère.

## Biographie
Le groupe se compose de Graziella Portail, Annie Markan, Michèle Léger et Suzie Gorini, toutes anciennes choristes de Gilbert Bécaud et membres de l'ensemble vocal Les Djinns. L'assemblage des initiales de leurs prénoms a donné le nom du groupe.
En 1962, le groupe enregistre chez Vogue son premier disque. L'année suivante, les Gam's rejoignent le label Mercury. Le groupe fait partie des tous premiers artistes à signer avec Mercury en France après le rachat de la maison de disques américaine par Philips.
Les Gam's figurent parmi le plateau proposé par le magazine Salut les Copains lors d'un concert gratuit donné le 22 juin 1963 à Paris, place de la Nation, devant 150 000 jeunes spectateurs. Elles furent également choristes pour Sylvie Vartan et Claude François.
La chanteuse soliste Annie Markan entame une carrière solo en 1965 en enregistrant quatre super 45 tours. Elle est ensuite attachée de presse chez Carrère, puis Polygram, avant de devenir la secrétaire de Sheila. Graziella a également tenté une carrière en solo, en publiant un super 45 tours en 1966.

## Chanteuses
- Graziella Portail (Graziella Raaflaub)
- Annie Markan
- Michèle Léger
- Suzie Gorini (Suzie Hallyday) († 2009)

## Discographie

### Les GAM'S
Super 45 tours
Les GAMS :
- Contact avec les Gams : Cheveux fous et lèvres roses (Zwei kleine Italianer) (Christian Bruhn-Jean Broussolle) / Comme ils s’aimaient (Lucy’s theme) (du film Parrish (La Soif de la jeunesse) (André Pascal-Max Steiner) / Bon vent ma jolie (du film Liberté 1) (Jean Dréjac-Colette Mansard) / Adieu bye bye (Walk On By) (Kendall Hayes-Hubert Ithier) -  Vogue EPL. 7.999, 1962

Les GAM'S :
- Il a le truc (He’s got the power) (Ellie Greenwich-Tony Powers-Jil et Jan) / Ne dis pas du mal de mon amour (Don’t say nothin’ bad about my baby) (Gerry Goffin-Carole King-Manou Roblin) / Oui les filles (Why do lovers break each other’s hearts ?) (Ellie Greenwich-Tony Powers-Phil Spector-Jacques Revaux-Billy Nencioli) / Rendez-vous jeudi (South street) (Dave Apell-Kal Mann-Ralph Bernet) - Mercury 152.002 MCE, 1963
- C’est bien fait pour toi (Judy’s turn to cry) (Beverly Ross-Edna Lewis-Jacques Plante) / Je ne pourrai jamais l’oublier (The kind of boy you can’t forget) (Ellie Greenwich-Jeff Barry-Georges Aber) / Attention ! Accident sur l’autoroute de l’ouest (Shut Down) (Brian Wilson-Jil et Jan) / Tiens-le (Get him) (Bert Berns-Ray Passman-Mike Stoller-Jerry Leiber-Ralph Bernet) - Mercury  152.005 MCE, 1963
- La soirée est finie (Soul dance) (Gene Lynd-Jean-Michel Rivat) / Toi l’ami (All My Loving) (John Lennon-Paul McCartney-Daniel Hortis) / De quoi sont faits les garçons ? (What are boys made of ?) (Johnny Linde-Pete Antell-Vline Buggy) / Beau garçon (Lover boy)  (John Sheldon-Dave Leon-Ralph Bernet) - Mercury 152.012 MCE, 1964
- Wow wow wee (Oh ! Wow wow wee) (Bob Feldman-Jerry Goldstein-Richard Gottehrer-Manou Roblin) / L’été reviendra (Jacques Revaux-Gérard Melet-Billy Nencioli) / C’est toi mon idole (My Boy Lollipop) (Robert Spencer-Johnny Roberts-Frank Gérald) / L’Anneau de feu (Ring of Fire) (Merle Kilgore-June Carter-Vline Buggy) - Mercury 152.018 MCE, 1964

Les GAM'S avec Annie Markan :
- Une petite larme m’a trahie (A little bitty tear) (Hank Cochran-Vline Buggy) / Rien n’est trop beau (He never came back) (Bob Crewe-Ed Rambeau-Bud Rehak-Vline Buggy) / Impatiente d’être seule pour pleurer (Invitation to a broken heart) (Jack Hammer-Manou Roblin) / Toujours un coin qui me rappelle ((There's) Always Something There to Remind Me) (Hal David-Burt Bacharach-Ralph Bernet) - Mercury 152 023 MCE, 1964

45 tours simples
Les GAMS :
- Cheveux fous et lèvres roses / Bon vent ma jolie - Vogue Productions V-4102, 1962
- Bon vent ma jolie / Adieu bye bye - Disques Vogue V. 45-995, 1962

Les GAM'S :
- Il a le truc / Oui les filles - Mercury 154.003 MCF, 1963
- Ne dis pas du mal de mon amour / Rendez-vous jeudi -  Mercury 154.004 MCF, 1963
- C'est bien fait pour toi / Je ne pourrai jamais l'oublier -  Mercury 154.008 MCF, 1963
- Attention! Accident sur l'autoroute de l'Ouest / Tiens-le -  Mercury 154.009 MCF, 1963
- Beau garçon / De quoi sont faits les garçons ? -  Mercury – 154.018 MCF, 1964
- La Soirée est finie / Toi l'ami -  Mercury 154.019 MCF, 1964
- Wow Wow Wee / C’est toi mon idole - Mercury 154026 MCF, 1964

Les GAM'S avec Annie Markan :
- Une petite larme m'a trahie / Impatiente d'être seule pour pleurer - Mercury 154034 MCF, 1964

Les Gams :
- Wo Ist Unsere Liebe! (Where Did Our Love Go ?) (Brian Holland-Edward Holland, Jr-Lamont Dozier-Peter Puma) / Du Sagst "I Love You" (L.O.D. Love On Deliverance) (Dieter Rasch-Eddie Williams-Lou Dulfon-Lou Ezzo) - Mercury 154 035 MCF, 1965

Album 33 tours 25 cm
- Les GAM'S : Réunit les 8 titres des 2 super 45 tours publiés par Mercury en 1963 - Mercury 125 700, 1963

CD
- Le Rock C'est Ca ! : Réunit les 20 titres des 5 super 45 tours publiés par Mercury en 1963 et 1964 - PolyGram Distribution 842 053-2, 1990
- Twistin' The Rock : Réunit les 20 titres des 5 super 45 tours publiés par Mercury en 1963 et 1964 + les 2 titres du 45 tours en allemand ainsi qu'une prise alternative de De Quoi Sont Faits Les Garçons ? - Mercury 548 930-2, 2002

Note
Seuls 3 des 4 titres publiés par les Disques Vogue en 1962 ont été réédités sur des compilations consacrées aux années 60.
- Adieu, Bye, Bye dans Salut Les Copains Du Golf Drouot Vol.2 - LP Vogue 509212, France, 1986, 60-69 Le Temps Des Idoles - CD Vogue 660508, France, 1990, Les Années 60 Vol.1 - CD Vogue  74321174822, France, 1993, Les Années 60 Vol.1 - CD Vogue 74321724442, France, 1999, Super Hits 60's CD Sony Music Media 82876806982, France, 2006
- Cheveux Fous Et Lèvres Roses et Bon Vent Ma Jolie dans Françoise Hardy and Her Contemporaries - CD Cherry Red ACMEM262CD, Angleterre, 2014

### Annie Markan
Super 45 tours
- Quand Mon Ami Pleure (When My Baby Cries) (Hubert Wayaffe-Lesley Duncan) / Ce Train Qui Me Ramène Mon Amour (Sweet Sweet Baby) (Dion-Ralph Bernet-Wes Farrell) / Fais Comme Tout Le Monde (Dance With Me) (Ben Velazquez-Jil et Jan-Rick Sanchez) / Ce Mur de Haine (Mountain Of Hate) (Arthur Smith-Hubert Wayaffe-Lorry Locke) - Mercury 152.031 MCE, 1965
- Fais comme tu voudras (Run Mascara) (Bert Berns-Jacques Chaumelle) / Tu es romantique (L.O.D. Love On Deliverance / Du sagst ’I Love You’) (Eddie Williams-Lou M. Ezzo-Lou L. Dulfon-Annie Markan) / Est-ce que tu me vois, dis ? (Can’t You Just See Me ?) (Belford C. Hendricks-Otis Lovern-Hubert Wayaffe) / Cette fois (Satisfied) (Windsor King-Ernest Kelley-Hubert Wayaffe) - Mercury 152.038 MCE, 1965

Note
Tu es romantique est la version française de L.O.D. Love On Deliverance déjà interprété en allemand par les GAM'S en 1965 sous le titre Du sagst "I Love You"
- 1.2.3. (One, Two, Three) (Annie Markan-David White-John Madara-Leonard Borisoff) / Murmurant Ton Nom (I Know Why) (Charles Silverman-Derek Leckenby-Frank Thomas-Jean-Michel Rivat-Keith Hopwood) / Ce N'Est Que De L'Eau (Agua De Beber) (Antonio Carlos Jobim-Pierre Barouh-Vinicius de Moraes) / Mon Obsession Me Poursuit (Nowhere To Run) (Brian Holland-Edward Holland, Jr-Lamont Dozier-Hubert Wayaffe) - Mercury 152.047 MCE, 1965
- Fière allure et cheveux longs (Mohair Sam) (Dallas Frazier-Long Chris) / Qu’est-ce qui m’prend ? (It’s A Crying Shame) (John Madara-David White-Len Barry-James Huss-Mya Simille) / Raconte-moi (Pascal Danel-Michel Delancray) / Une autre avait sa bague (Sure Gonna Miss Her) (Bobby Russell-Mya Simille) - Mercury 152.069 MCE, 1966

45 tours simple
- 1.2.3. / Murmurant Ton Nom - Mercury 154.073 MCF, 1965

Notes
- Mon Obsession Me Poursuit a été réédité sur la compilation Yéyé 60's French Pop Les 50 Plus Belles Chansons CD Mercury 522 277-8, France, 2009, Raconte-moi sur Girls In The Garage Volume 12 (14 Charming French Swinging Ladies) LP Romulan Records SRP-012, Etats-Unis, 2010, réédité par Past & Present Records PAPR6CDBOX14, Angleterre, 2018
- L'adaptation en français de 1.2.3. par Annie Markan a fait l'objet de 2 reprises:
  - Jane Morgan -  EP Epic 9074, France, 1965
  - Ariane Buyst - SP Palette PB 40.253, Belgique, 1966
- Annie Markan est créditée pour avoir supervisé l'enregistrement par Christian Delagrange du 45 tours Tu M'appartiens, et je t'aime / Amoureuse, indifférente - Directeur musical Humbert Ibach - Producteur Norbert Aleman - SP Disques Carrère 49.102, France, 1975

### Graziella Portail
Super 45 tours
- Seulement l’embrasser / Je ne me rappelle plus / Toujours je danse / Dans la neige et le vent  (Paroles Graziella Portail - Musiques Jef Gilson) - Decca 460.957, France, 1966

Note
Toujours je danse et Dans la neige et le vent ont été réédités sur la compilation de Jef Gilson Chansons de Jazz - LP 25 cm Jazzman JMANLP 064, Angleterre, 2013

### Suzie Gorini
Album 33 tours 17 cm
- L'Ile enchantée de Monsieur Dièze : Fleurs de Cristal / Nous Naviguerons / Je Suis le Capitaine (Louis Wins - Maurice Guillot) - Créateur Louis Wins, musiciens Maurice Guillot, Noël Commaret, chanteuse Suzie Gorini - Unidisc EX33249M, France, 1963

45 tours simple
- Pascale et Suzie Chantent Pour Les Copain-Copines Menier : Le Rendez-Vous Menier / Les Copains Menier (Ralph Bernet - Jacques Revaux) - Chanteuse Suzie Gorini - Copain-Copine Menier CCM 001, France, 1965

Note
Le Rendez-Vous Menier a été réédité sur la compilation Girls In The Garage Volume 12 (14 Charming French Swinging Ladies) LP Romulan Records SRP-012, Etats-Unis, 2010, réédité par Past & Present Records PAPR6CDBOX14, Angleterre, 2018
Album 33 tours 30 cm
- Trust : Le Mutant : Les Blés / Joue, Joue / Cité Renoir / Plus Rien Ne Bouge / Le Pensionnaire / Hip Hip Hip / Le Mammouth / Easy Rider / Le Mutant (Jean Schultheis) - Musiciens : Jacky Chalard basse, Charles Benarroch batterie, Alain Markusfeld guitare, Denys Lable guitare, Jean Schultheis chant, claviers, Suzie Gorini chanteuse invitée sur le titre Le Mutant - Producteur : Bernard Ricci - Philips 6311.065, France, 1970

Album 33 tours 30 cm
- Alain Markusfeld : Le Monde en Etages : Musique fatidique pour nuages fatigués / Dans la glue moyenâgeuse / Dors! Madère / La Terre se dévore! (Partie 1) / La Terre se dévore! (Partie 2) / Les Tètes molles... / Actualités spatio-régionales (Alain Markusfeld) - Musiciens : Chant, guitare : Alain Markusfeld, Basse : Jean-Claude Michaud, Batterie, Vibraphone, Orgue, Piano : Jean Schultheis, Flute, Basson, Saxophone : Bernard Duplaix, Direction artistique : Suzie Gorini - Barclay 920179, France, 1970

Album 33 tours 30 cm
- Nicolas Skorsky : Le Coup au cœur : Ouverture / De Sodome en Gomorrhe / En Couleur, en colère / La Punition / Ton Soldat de fiancé / Le Coup au cœur / Sikorka / Ce Mercredi avant la nuit / Les Piliers de l'enfer / Monsieur Jean / Hélène de ma vie / Epilogue : La Punition - Producteur : Jean-Claude Petit, Direction artistique : Suzie Gorini - Able ABL.7021, Canada, 1975

Album 33 tours 30 cm
- Crystal Grass : Dance up a storm : Dream On / Now And Forever / I Sure Like The Change / I Wanna Thank You For The Music / You Can Be What You Dream / Dance Up A Storm / Fio Maravilha - Taj Mahal / Stop Talkin...Dance / Lemme See Ya Gitchyer Thing Off, Baby Husle - Musiciens : Alto Saxophone, Tenor Saxophone : Leroy Gomez, Synthétiseur, Clavecin, Piano : Raymond Donnez, Synthétiseur, Orgue : Pascal Arroyo, Basse : Christian Padovan, Batterie : André Ceccarelli, Jean Paul Ceccarelli, Guitare : Pascal Lefebvre, Slim Pezin, Steve Leach, Percussion : Jean Schultheis, Marc Chantreau, Michel Delaporte, Chanteur : Steve Leach, Choriste : Suzie Gorini, Producteur : Lee Hallyday - Philips 9101.032, France, 1976

Album 33 tours 30 cm
- Crystal Grass : Love Train : Overture To Love Train (Foggy Day-Arrivedercci Roma-Never On Sunday) / Believe In Magic / Love Train Theme / What Now My Love ? / Love Train To Greece (Instrumental) / Never On Sunday / Hot Love In Spain / Porompompero / Love Train To Italy (Instrumental) (Torna Sorrento) / Arrivedercci Roma - Concept musical : Suzie Gorini, Direction musicale : Karl Heinz Schäfer, Chanteuse : Kristi Barton, Producteur : Lee Hallyday - Philips 9101.174, France, 1978

Album 33 tours 30 cm
- Leroy Gomez : Number one man : Jaywalk / Number One Man / Passion / Down In St.Tropez / Parisound / Thumping - Musiciens : Chant, Saxophone : Leroy Gomez, Basse : Lafayette Hudson, Batterie : Donny Donable, Piano Electrique, Piano, Synthétiseur : Frank Abel, Guitare : Larry Jones, Percussion : Dick Ricardo, Keno Speller, Tulli Marques, Trompette : Ronnie Buttacavoli, Clarinette : Arthur Young, Choriste : Suzie Gorini, Producteur : Pierre Jaubert - Telefunken 6.23421 AO, Allemagne, 1978

45 tours simple
- M.P. (Michel Quereuil, Patrix Watelet) : Soleil Noir / Tout Pour Vous - Production : Suzie Gorini - Orchestre dirigé par Jean-Claude Petit - Carrere 50007, France, 1982

45 tours simple
- Véronique Mucret : Taïla / Mourir d'Amour - Direction musicale : Suzie Gorini - Orchestre dirigé par Jean-Claude Petit - Synthétizeur : Marcel Engel - Barclay 100.339, France, 1983